# Lilla Hösjön
Lilla Hösjön är en sjö i Ludvika kommun i Dalarna och ingår i Göta älvs huvudavrinningsområde.